# José Daniel Ferrer

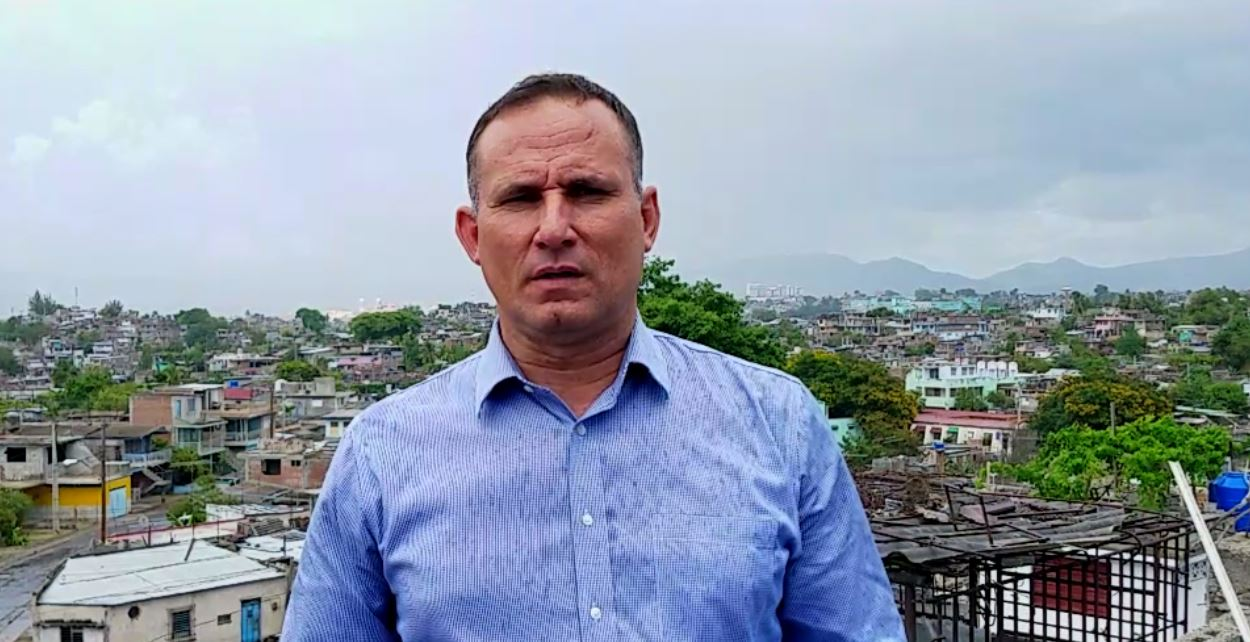
José Danie Ferrer in Santiago de Cuba (2018)

José Daniel Ferrer García (* 29. Juli 1970 in Palma Soriano, Provinz Santiago de Cuba) ist ein kubanischer Menschenrechtsaktivist. Er ist Gründer und Anführer der oppositionellen Bewegung Unión Patriótica de Cuba (UNPACU – spanisch für:  Patriotische Union Kubas) und gilt als einer der bekanntesten Dissidenten Kubas. Während seiner zahlreichen Gefängnisaufenthalte setzte sich Amnesty International regelmäßig bei Verhaftungen für ihn ein und bezeichnete ihn als gewaltfreien politischen Gewissensgefangenen.

## Leben und Wirken
Ferrer wurde 1970 in der Kleinstadt Palma Soriano nahe Santiago de Cuba geboren. Seine Oppositionsarbeit begann 2003 mit der von Oswaldo Payá 1998 ins Leben gerufenen Bürgerinitiative Proyecto Varela. Sie forderte per Gesetzesentwurf von der Regierung die Einführung von individuellen Freiheiten, des Mehrparteiensystems sowie der Rede- und Versammlungsfreiheit. Die damalige Verfassung sah  Unterschriftensammlung für Bürgerinitiativen ausdrücklich vor. Beim sogenannten Schwarzen Frühling wurde Ferrer 2003 zusammen mit 75 weiteren Aktivisten verhaftet und zu 25 Jahren Gefängnis verurteilt. 2011 wurde er nach Verhandlungen zwischen der kubanischen Regierung und der katholischen Kirche aus dem Gefängnis entlassen.

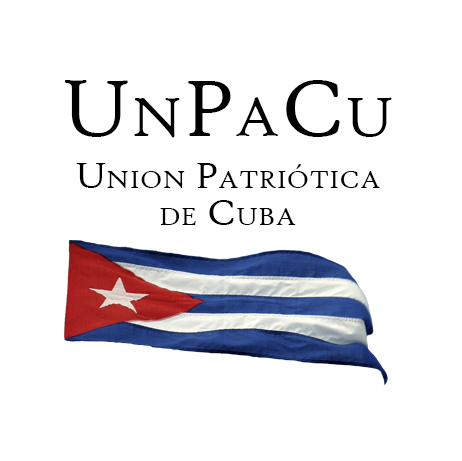
Logo der von Ferrer gegründeten UNPACU-Bewegung.

Nach der Entlassung gründete Ferrer am 24. August 2011 die Bewegung Unión Patriótica de Cuba (Patriotische Vereinigung Kubas), die heute eine Dachorganisation für zahlreiche kleinere Oppositionsgruppen ist. Seine Oppositionsarbeit führte danach zu weiteren Inhaftierungen. Zuletzt wurde er am 11. Juli 2021 nach den landesweiten Protesten festgenommen. Im August des Jahres befand ein Richter, dass Auflagen des Hausarrestes nicht eingehalten wurden und er außerdem Widerstand gegen die Staatsgewalt geleistet habe, und verurteilte ihn zu vier Jahren Haft. Neben Amnesty International setzten sich auch das Europäische Parlament und die Organisation Amerikanischer Staaten für seine Freilassung ein.
Am 16. Januar 2025 wurde Ferrer im Rahmen einer größeren Gefangenenfreilassung aus dem Gefängnis entlassen. Dem ging eine Vermittlung durch den Vatikan voraus, bei der die USA Kuba von der Liste Terrorismus unterstützender Staaten gestrichen hatten.
Nach seiner Haftentlassung setzte Ferrer seine humanitäre Hilfe für arme Bevölkerungsgruppen in Santiago fort. Sein Haus, im benachteiligten Stadtteil Altamira gelegen, welches gleichzeitig Hauptquartier der UNPACU-Bewegung ist, diente dafür als Zentrale. Dort wurden Spenden gesammelt und an Bedürftige verteilt. Seine Frau, eine Ärztin, half bei der medizinischen Versorgung. Rund tausend Menschen profitierten täglich davon. Im April 2025 beklagte Ferrer sich auf der Social-Media-Plattform X, dass staatliche Sicherheitskräfte sein Haus belagerten, um so zu verhindern, dass Spendengüter wie Lebensmittel, Brennholz und Holzkohle dort hineingelangten. Außerdem beklagte er die Festnahme von Unterstützern.
Am 29. April 2025 führte die kubanische Polizei eine Razzia in seinem Haus durch und nahm ihn erneut fest.  Seine Bewährungsstrafe wurde zusammen mit der von Félix Navarro vom Tribunal Supremo Popular de Cuba, dem obersten Gericht Kubas, widerrufen.

## Privatleben
José Daniel Ferrer war 20 Jahre lang mit der Aktivistin der Oppositionsgruppe Damen in Weiß, Belkis Cantillo Ramírez, verheiratet. 2018 heiratete er die Ärztin Nelva Ismarais Ortega Tamayo. Er hat sechs Kinder aus zwei Ehen.

## Auszeichnungen
- 2020: Truman-Reagan Medal of Freedom Award[9]